# Skórka (Krajenka)
Skórka (deutsch Schönfeld) ist ein Dorf der Stadt- und Landgemeinde Krajenka (Krojanke) in der Woiwodschaft Großpolen, Polen. 

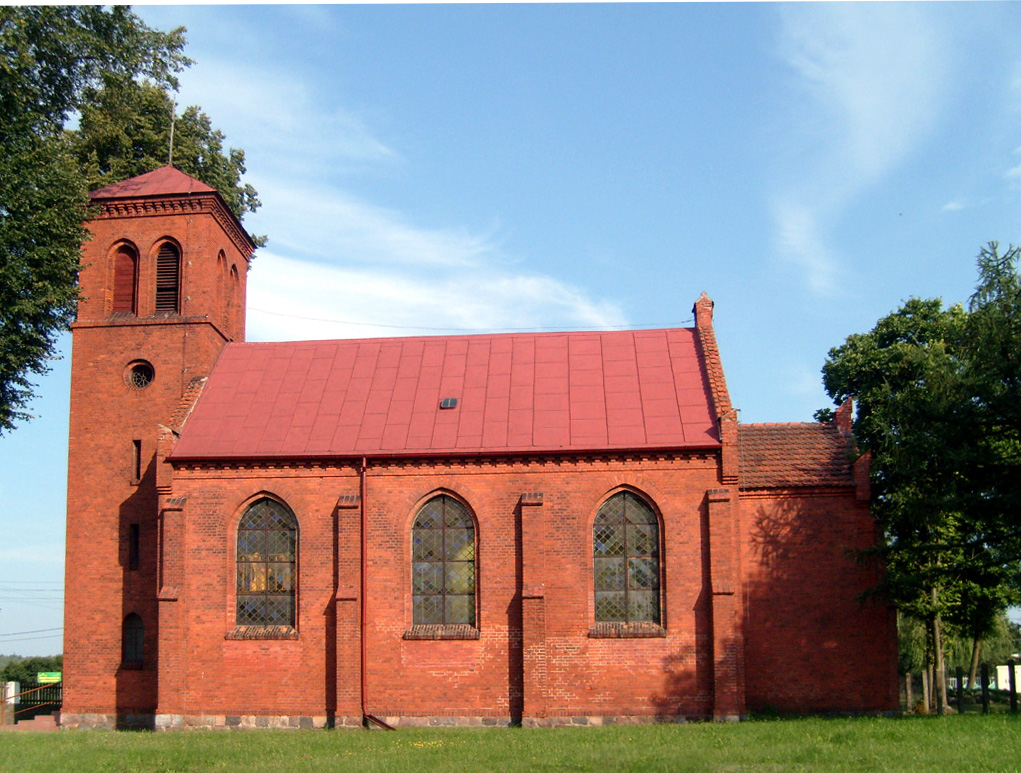
Die Kirche in Skórka

## Geographische Lage
Skórka liegt am Fluss Głomia  (Glumia) in Hinterpommern,  rund elf Kilometer südwestlich von Krajenka, 25 Kilometer südwestlich von Złotów (Flatow) und 55 Kilometer südlich von Szczecinek (Neustettin).

## Geschichte
Die erste Erwähnung des Dorfes stammt aus dem 14. Jahrhundert. Von 1772 bis 1918 stand das Dorf unter preußischer Verwaltung. 1871 wurde Schönfeld (heute Skórka), mit dem Bau der Preußischen Ostbahn (heute Bahnstrecke Tczew–Küstrin-Kietz Grenze), an das Schienennetz angeschlossen. 1924 wurde die Brücke über die Głomia erbaut.
Im Jahr 1939 hatte Schönfeld 643 Einwohner, die auf 169 Haushaltungen verteilt waren, und auf dem Gemeindegrund gab es 90 landwirtschaftliche Betriebe, von denen zehn eine Größe von über 100 Hektar hatten.
Schönfeld  war bis 1945 eine selbständige Landgemeinde im Landkreis Flatow und gehörte zum  Amtsbezirk Steinau. Mit dem Kreis Flatow gehörte die Gemeinde Schönfeld bis zum Inkrafttreten des Versailler Vertrags 1920 nach dem Ersten Weltkrieg zur Provinz Westpreußen, danach zur Provinz Grenzmark Posen-Westpreußen und seit deren Auflösung im Rahmen der Verwaltungsreform vom 1. Oktober 1938 zur Provinz Pommern. 
Gegen  Ende des Zweiten Weltkriegs wurde die Region Ende Januar/Anfang Februar 1945 von der Roten Armee besetzt. Nach Kriegsende  wurde der Ort  als Skórka Teil Polens.
Eine im Zweiten Weltkrieg requirierte Glocke der Schönfelder Dorfkirche entkam der Einschmelzung zu Rüstungszwecken. Sie wurde als Leihglocke oder Patenglocke 1952 in der Johanniskirche in Uschlag im Kreis Hannoversch Münden in Niedersachsen montiert. Wenig später allerdings musste sie wegen eines Haarrisses stillgelegt werden. Nach vorgenommenen Schweißarbeiten passte ihr Klang nicht mehr zum Geläut und wurde an die Martinikirche in Dransfeld, ebenfalls Kreis Hannoversch Münden, abgegeben, wo sie noch heute läutet.

## Bildung und Verkehr

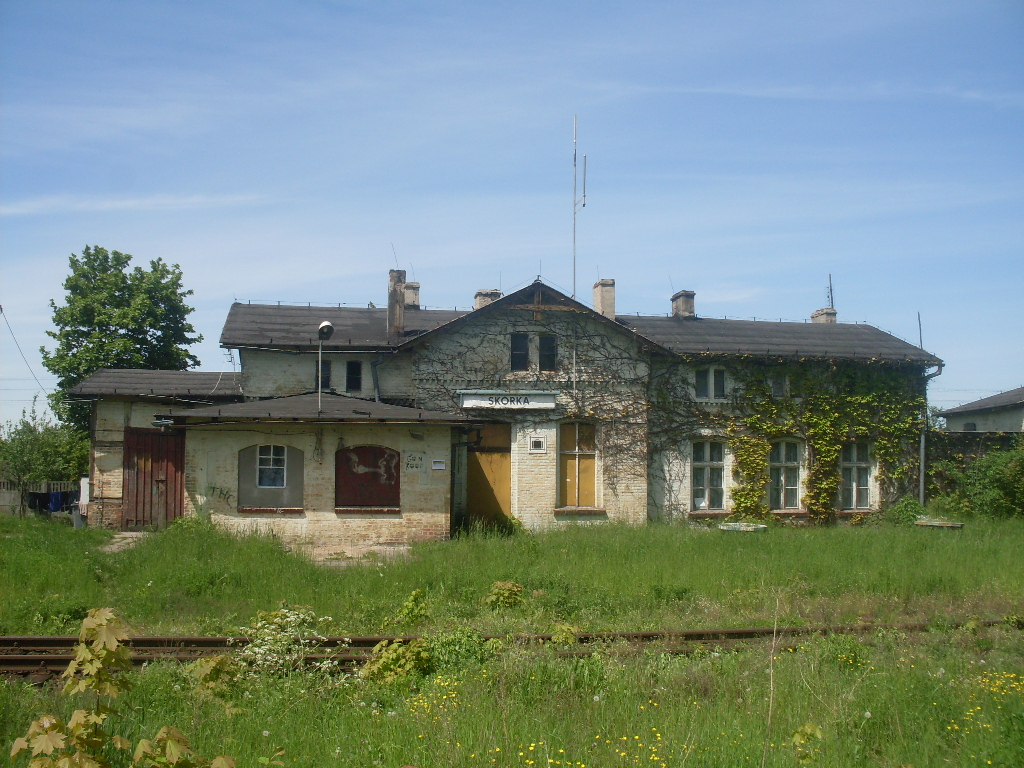
Bahnhof

Der Haltepunkt, ehemals Bahnhof, Skórka liegt an der Bahnstrecke Tczew–Küstrin-Kietz Grenze.
Durch das Dorf verläuft die Woiwodschaftsstraße 188 (Droga wojewódzka nr 188). Im Dorf befinden sich ein Kindergarten (Przedszkole) und eine Grundschule.